# Hans Hager (Politiker)
Hans Hager (* 5. September 1863 in Schwerin; † 22. April 1910 in Wiesbaden) war ein deutscher Politiker.

## Leben
Hager studierte Rechtswissenschaft in Breslau, Leipzig und Berlin. Seit 1881 war er Mitglied der katholischen Studentenverbindung KDStV Winfridia Breslau im CV. Er wurde zum Dr. iur. promoviert.
1895 wurde er Amtsrichter in Beuthen und 1896 Rechtsanwalt. Bis 1907 war er gräflicher Güterdirektor in Roda.
Von 1905 bis 1910 war Hager für den Wahlkreis Oppeln 8 (Mosel, Leobschütz) Mitglied im Preußischen Abgeordnetenhaus. Er gehörte der Deutschen Zentrumspartei an.